# Escuela Superior de Oslo
La Escuela Superior de Oslo (en noruego: Høgskolen i Oslo), abreviado HiO - es una escuela superior situada en Oslo con aprox. 11.000 estudiantes y casi 1.100 empleados científicos la mayor de su tipo en Noruega. El centro se creó en 1994 tras una fusión de varios centros en Oslo y cuenta con siete facultades. El rector de la universidad es Sissel Østberg.
La mayor pàrte de la universidad se encuentra en lo que era una antigua fábrica de cerveza en el centro de Oslo.